# Districte de Malda
El districte de Malda (de vegades districte de Maldaha) és una divisió administrativa de Bengala Occidental, divisió de Jaipalguri. La capital és Malda, més coneguda com a English Bazar. La superfície del districte és de 3.455,66 km² i la població al cens del 2001 de 3.290.160 habitants. Els rius principals són el Ganges, Mahananda, Fulahar i Kalindri.

## Administració
Està format per dues subdivisions i 15 blocs de desenvolupament rural (blocks):
- Chanchal
  - Chanchal–I
  - Chanchal–II
  - Ratua–I
  - Ratua–II
  - Harishchandrapur–I
  - Harishchandrapur–II
- Malda Sadar.
  - English Bazar
  - Gazole
  - Habibpur
  - Kaliachak–I
  - Kaliachak–II
  - Kaliachak–III
  - Manickchak
  - Old Maldah
  - Bamangola

Les municipalitats d'Old Malda i English Bazar formen part també de la subdivisió de Malda Sadar.
Hi ha en total 146 gram panchayats i 3701 pobles. Les ciutats de cens són tres: Kachu Pukur, Kendua i Aiho, totes al bloc d'Habibpur.

## Llocs interessants
- Adina
  - Mesquita
  - Gol ghar
  - Mesquita d'Eklakhi
  - Parc de cérvols d'Adina
- Gaur
  - Firoz minar
  - Mesquita Chika Masjid
  - Porta Qutwali
  - Mesquita de les Portes gated mosque
  - Qudm-e-Rasul, capella amb una suposada petjada de Mahoma
- Pandua
  - Piran-e-Pir
  - Monestir de Jagjivanpur
  - Temple de Ramakrishna

## Història
Inicialment era part del regne de Pundra o Paundravardhana, el regne dels pods; després va passar als Sena (segle xi) i fou part de la província de Barendra sota Ballal Sen (1159-1179). Aquest rei hauria construït Gaur que sota el seu fill Lakshman Sen (1179-1206) va rebre el nom de Lakshmanavati o Lakhnauti. Muhammad Bakhtiyar Khalji que va envair Bengala vers 1200 va expulsar a Lakshman Sen i va traslladar la capital de Nadia a Gaur (vers 1204). Vers 1350 Shams al-Din Ilyas Shah (1342-1358) va traslladar la capital de Gaur a Pandua on la dinastia va restar uns 70 anys fins que Djalal al-Din Muhammad Shah (1418-1431) la va traslladar altre cop a Gaur. Tots i els diversos problemes i conflictes, Gaur va restar capital musulmana de Bengala fins al 1564, quan Sulayman Khan Kararani (1564-1572) les va traslladar a Tanda uns quilòmetres al sud-oest de Gaur. El general mogol Munim Khan va derrotar a Dawud Khan Kararani (1572-1576) el 1576 i va ocupar Gaur que va establir com a capital però hi va esclatar una pesta i els habitants van fugir i ja mai més van retornar; Tanda va retornar a ser la capital un temps però al cap d'uns anys, en data indeterminada, es va traslladar a Rajmahal. El lloc exacta on era Tanda (també Tandah, Tonda, Tondah, i Tangra) és desconegut tot i que degué cert una ciutat important; a la seva rodalia es va lliurar la decisiva batalla en què el príncep mogol Shuja fou derrotat pels generals d'Aurangzeb el 1660.
El 1676 la Companyia Britànica de les Índies Orientals va establir una factoria a Malda al costat d'una factoria holandesa que ja existia des de feia pocs anys. El 1683 fou visitada per William Hedge que va passar un dia explorant les ruïnes de Gaur; llavors hi havia tres factors. El 1770 la factoria d'English Bazar fou designada com a residència comercial; la seu de la residència fou després seu de la cort de justícia i oficines públiques. El 1765 el diwan (govern) de Bengala fou cedit a la Companyia però el districte de Malda no es va organitzar fins al 1813, quan es van segregar diverses parts dels districtes de Rajshahi, Dinajpur i Purnea i posats sota un Magistrat adjunt i subcol·lector amb seu a English Bazar; el 1832 es va iniciar la recaptació separada, però fins al 1859 no es va nomenar un magistrat col·lector regular pel districte. Algunes jurisdiccions encara van restar anòmales fins al 1875. Fins aquests anys fou part de la divisió de Rajshahi i llavors va passar a la divisió de Bhagalpur fins que el 1905 fou traslladat altre cop a la divisió de Rajshahi. El districte tenia una superfície de 4.918 km². Estava dividit en dues parts pels Mahananda que el creua de nord a sud. Dins la seva superfície van quedar incloses dos de les gran capitals musulmanes de Bengala: Gaur i Pandua i segurament la tercera Tanda, de localització no determinada. Administrativament el 1905 no s'havia format cap subdivisió (hi havia 10 thanes o estacions de policia i 3 subestacions). El 1903 hi havia 655 hisendes.
La població era:
- 677.328 habitants el 1872
- 711.487 el 1881
- 814.919 el 1891
- 884.030 el 1901

El nombre de pobles era de 3.555 i les ciutats eren tres: English Bazar, Malda i Nawabganj. La llengua habitual era el bengalí (74%) seguida del biharí (21%) amb el Mahananda separant les dues llengües i també les dues religions (bengalí i islam a l'est, biharí i hinduisme a l'oest); musulmans i hindús estaven repartits gairebé en un 50% cadascun.
El 1947 amb la partició, la part oriental amb Nawabganj es va separar i fou unida al districte de Rajshahi a què fou atribuït al Pakistan (més tard va formar el districte de Nawabganj el 1984, dins de Bangladesh). La part occidental va restar dins l'Índia a la província i després estat de Bengala Occidental.